# Елешня
Елешня — река в Тверской области России.
Протекает по территории Краснохолмского, Бежецкого и Молоковского районов. Устье реки находится в 19 км от устья Могочи по левому берегу. Длина реки составляет 17 км, площадь водосборного бассейна — 61,4 км².

## Данные водного реестра
По данным государственного водного реестра России относится к Верхневолжскому бассейновому округу, водохозяйственный участок реки — Молога от истока и до устья, речной подбассейн реки — Реки бассейна Рыбинского водохранилища. Речной бассейн реки — (Верхняя) Волга до Куйбышевского водохранилища (без бассейна Оки).
Код объекта в государственном водном реестре — 08010200112110000005668.